# Mario Rozas
Mario Alberto Rozas Córdova (Linares, 2 de febrero de 1967) es un ex oficial de carabineros y periodista chileno, que se desempeñó como general director de esa institución desde el 22 de diciembre de 2018 hasta el 19 de noviembre de 2020.

## Familia y estudios
Nació en la ciudad de Linares, capital de la provincia homónima, Chile. Es hijo del suboficial Mayor de Carabineros de Chile Mario Rozas Ortiz, institución a la que también pertenecen dos de sus hermanos. Está casado con Carola Valeska Ahengo Triviño, también miembro de la policía uniformada, quien posee el grado de coronel.
Estudió periodismo en la Universidad del Desarrollo y luego cursó un magíster en comunicaciones.

## Carrera policial
Egresó de la Escuela de Carabineros en 1987 y, según señaló el Gobierno de Chile en 2018, «posee experiencia operativa y territorial en distintas destinaciones en Chile. También tiene experiencia en áreas especializadas como tránsito, carreteras y seguridad vial, así como en comunicaciones». Ha ejercido el cargo de agregado de Carabineros en España y fue edecán del presidente Sebastián Piñera durante su primer gobierno.
Ascendió al grado de general de Carabineros en 2017, nombrado por la presidenta Michelle Bachelet.

### General director de Carabineros
En diciembre de 2018, tras la salida del general director Hermes Soto, producto de los cuestionamientos a la institución tras el asesinato por parte de carabineros del comunero mapuche Camilo Catrillanca, fue nombrado por el presidente de la República Sebastián Piñera como nuevo mandamás de la policía uniformada. Al momento de su designación se desempeñaba como director de Bienestar en la institución.
Durante su gestión como general director, en octubre de 2019 se desarrolló el estallido social, donde ocurrieron diversos episodios de represión y brutalidad policial por parte de Carabineros, que han sido señaladas como violaciones a los derechos humanos por distintos organismos. En el ejercicio del cargo fue sujeto de una querella por crímenes de lesa humanidad que también incluyó al presidente Piñera y a otros funcionarios de su gobierno.
El 18 de noviembre de 2020, cerca de las 16:30 el sargento segundo John Mograve y la carabinera Jordana Alarcón llegaron hasta la residencia del Servicio Nacional de Menores (Sename) Carlos Macera, ubicada en calle Aviación 7200, comuna de Talcahuano, luego de que una ambulancia del SAMU solicitara su concurrencia para que los acompañaran a ingresar a la residencia, dado que atenderían a un menor descompensado. De acuerdo a la versión policial, trasmitida por los mandos de la región del Biobío a sus superiores, una vez en el lugar, un grupo de ocho menores comenzó a agredir a los funcionarios policiales con piedras y otros elementos contundentes, sumándose otro grupo de adolescentes. Es ahí, según el relato, que el sargento Mograve efectuó tres disparos. Los proyectiles impactaron en las piernas de dos menores de 17 y 14 años (un impacto a cada uno). En tanto, el cabo Javier Canales también efectuó un disparo, sin ocasionar lesiones.
Una vez controlada la situación, y ante la llegada de apoyo de personal policial, se detuvo a los lesionados (ambos dañados), siendo trasladados al Hospital Las Higueras. Además, Carabineros arrestó a otros dos menores por agresiones a la policía. El registro policial también dejó constancia de que resultó herida la carabinera Alarcón y el sargento Mograve. Incluso, un policía resultó con herida cortopunzante y un brazo quebrado.
Al día siguiente, tras este enfrentamiento y debido a las repercusiones públicas que se generaron, presentó su renuncia al cargo de general director y la solicitud de retiro voluntario absoluto de la institución, siendo ambas aceptadas. Fue sucedido por Ricardo Yáñez.

### Historial militar
Su historial de ascensos en Carabineros de Chile fue el siguiente:
- 1985: Aspirante a oficial
- 1987: Subteniente
- 1992: Teniente
- 1996: Capitán
- 2001: Mayor
- 2006: Teniente coronel
- 2011: Coronel
- 2017: General
- 2018: General director